# La Maladie infantile du communisme (le « gauchisme »)
Cet article possède un paronyme, voir Le Gauchisme, maladie sénile du communisme.
La Maladie infantile du communisme (le « gauchisme ») (en russe Детская болезнь «левизны» в коммунизме, Detskaïa bolezn' «levizny» v kommounizme) est un livre de Lénine achevé le 12 mai 1920 et portant initialement le sous-titre suivant : Essai de causerie populaire sur la stratégie et la tactique marxistes (sous-titre supprimé dans la plupart des éditions,).

## Contenu
Dans cet essai, Lénine critique durement la stratégie suivie par une partie des communistes, membres de la Troisième Internationale, notamment les Hollandais, les Allemands, les Anglais et les Italiens. Leur ligne de refus de participation aux syndicats et aux élections, en régime de démocratie parlementaire, lui semble relever de la plus pure « puérilité » : au nom de la sauvegarde de la pureté et de la virginité des principes, il faudrait donc se priver de ces tribunes alors que l'immense majorité de la population travailleuse y croit encore.
Lénine donne sa logique de l'enchaînement des événements révolutionnaires et notamment les grands traits de sa vision stratégique. Il exprime sa vision de la lutte politique en vue d'une prise de pouvoir.

### Dans quel sens peut-on parler de la portée internationale de la Révolution russe?
Dans le premier chapitre, Lénine décrit que la Révolution d'octobre possède une «portée» internationale «au sens étroit du mot» dans la mesure où son action «montre à tous les pays quelque chose de tout à fait essentiel, de leur inévitable et prochain avenir». Cette valeur internationale s'applique aux principes de la théorie et de la tactique bolchévique.
Lénine accuse aussi les chefs de l'Internationale ouvrière, notamment Karl Kautsky en Allemagne, Otto Bauer et Friedrich Adler en Autriche, de s'être « révélé des réactionnaires, les défenseurs du pire opportunisme et de la social-trahison » en rejetant le bolchevisme. Le chapitre se termine en citant un article intitulé Les Slaves et la révolution écrit par Kautsky pour le journal Iskra en 1902. Dans cet article, Kautsky fait l'éloge du mouvement révolutionnaire russe naissant :

« […] En 1848, les Slaves furent ce gel rigoureux qui fit périr les fleurs du printemps populaire. Peut-être leur sera-t-il donné maintenant d'être la tempête qui rompra la glace de la réaction et apportera irrésistiblement un nouveau, un radieux printemps pour les peuples »

— Karl Kautsky, « Les Slaves et la révolution », Iskra n° 18, 10 mars 1902
L'extrait sert à relever l'inconsistance de la ligne de Kausky qui rejette désormais l’exemple de la révolution d'Octobre.

### Une des conditions essentielles du succès des bolcheviks

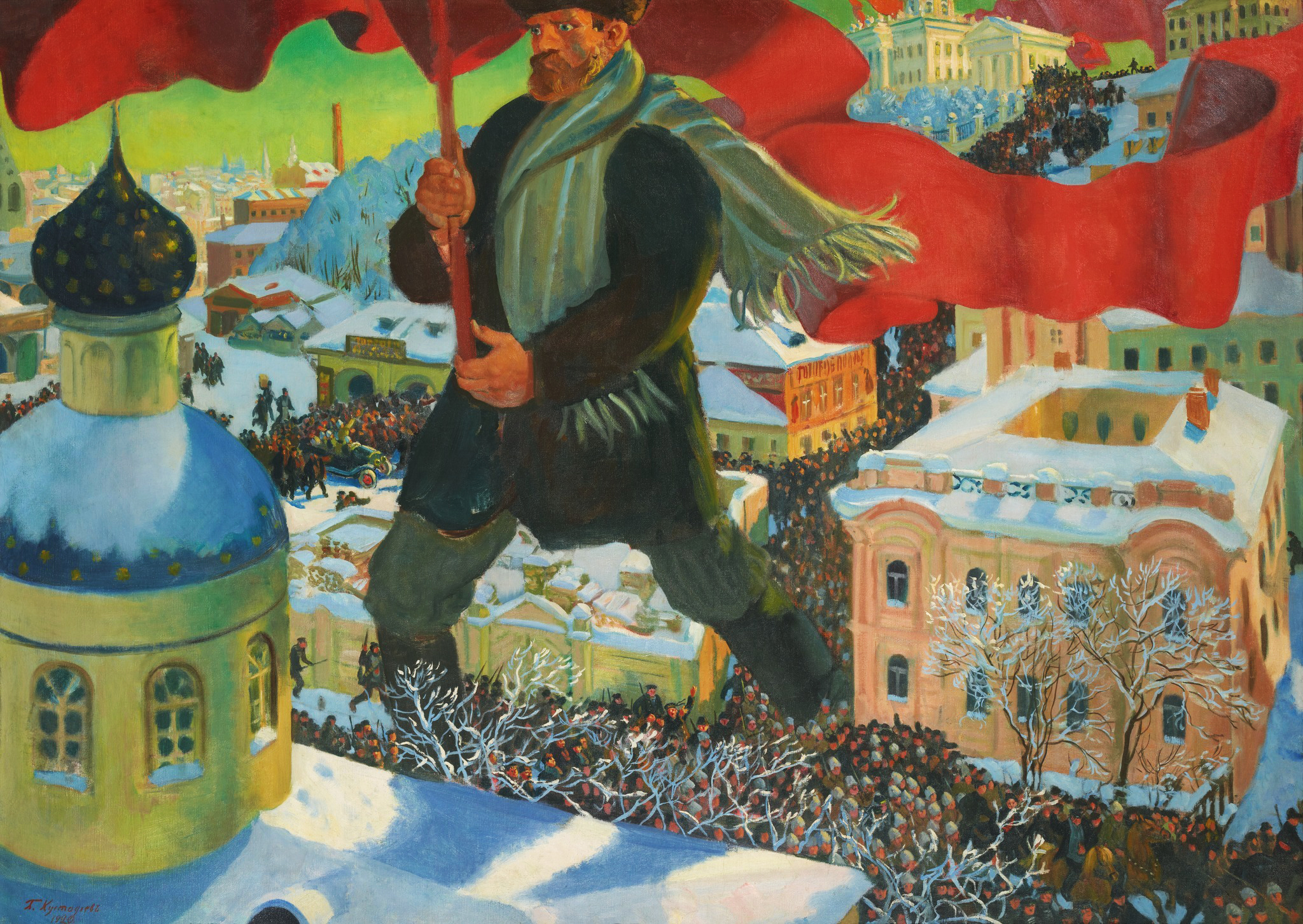
Le Bolchevik, de Boris Koustodiev.

Le second chapitre porte principalement sur l'importance de la discipline comme fondement de l'organisation révolutionnaire. Lénine indique que les bolcheviques « ne se seraient pas maintenu au pouvoir « sans la discipline la plus rigoureuse [et] l'appui total et indéfectible accordé [au parti] par la masse de la classe ouvrière ». Cette discipline est d'autant plus nécessaire dans la mesure où la bourgeoisie, « dont la résistance est décuplée du fait de son renversement », possède, en plus de ces liens internationaux, «la force de l'habitude ». Cette force de l'habitude réside dans la petite production « qui engendre le capitalisme et la bourgeoisie constamment, chaque jour, à chaque heure, d'une manière spontanée et dans de vastes proportions ». Cette conjoncture exige une grande centralisation et justifie la dictature du prolétariat comme une des conditions essentielles pour vaincre la bourgeoisie.
Lénine décrit le bolchévisme comme un véritable courant de pensée et un parti politique qui prend ses origines de la scission de 1903 dans le Parti ouvrier social-démocrate de Russie. Il liste les conditions nécessaires pour cimenter la discipline dans le parti révolutionnaire :
- « […] la conscience de l'avant-garde prolétarienne et son dévouement à la révolution, sa fermeté, son esprit de sacrifice, son héroïsme »
- « son aptitude à se lier, à se rapprocher et […] à se fondre jusqu'à un certain point avec la masse la plus large des travailleurs, au premier chef avec la masse prolétarienne, mais aussi la masse des travailleurs non prolétarienne. »
- « la justesse de la direction politique réalisée par cette avant-garde, la justesse de sa stratégie et de sa tactique politiques, à condition que les plus grandes masses se convainquent de cette justesse par leur propre expérience »[4]

De plus, le processus révolutionnaire est décrit comme né d'un « long travail et d'une dure expérience ». Ce processus a été facilité par une théorie révolutionnaire juste, le marxisme, « qui n'est pas un dogme » et par les particularités historiques de la Russie tsariste. Lénine explique ensuite l'émergence de la théorie révolutionnaire en Russie, fruit d'un « demi-siècle de souffrances et de sacrifices inouïs, d'héroïsme révolutionnaire sans exemple, d'énergie incroyable, d'abnégation dans la recherche et l'étude, d'expériences pratiques, de déceptions, de vérification, de confrontation avec l'expérience de l'Europe ». L'émigration imposée par le tsarisme aura permis au révolutionnaires russes d'être « infiniment plus riche en relations internationales, infiniment mieux renseignée qu'aucun autre pays sur les formes de théories du mouvement révolutionnaire dans le monde entier ». Enfin, la conjoncture politique de la Russie au début du XXe siècle a permis aux révolutionnaire d'être confrontés à une « concentration [sans précédant] de formes, de nuances, de méthodes, dans la lutte de toutes les classes ».

## Plan de l'ouvrage
Relativement court, l'ouvrage se compose de dix chapitres et de cinq annexes :
1. Dans quel sens peut-on parler de la portée internationale de la Révolution russe ?
2. Une des conditions essentielles du succès des bolcheviks.
3. Principales étapes de l'histoire du bolchévisme.
4. Dans la lutte contre quels ennemis au sein du mouvement ouvrier le bolchévisme s'est-il développé, fortifié, aguerri ?
5. Le communisme de « gauche » en Allemagne. Dirigeants, parti, classe, masse.
6. Les révolutionnaires doivent-ils militer dans les syndicats réactionnaires ?
7. Faut-il participer aux parlements bourgeois ?
8. Jamais de compromis ?
9. Le communisme de « gauche » en Angleterre.
10. Quelques conclusions.

Annexes
1. La scission des communistes allemands.
2. Communistes et indépendants en Allemagne.
3. Turati et Cie en Italie.
4. Conclusions fausses de prémisses justes.
5. (sans titre)

## Critiques marxistes de cet ouvrage
Cette ouvrage polémique sera fortement critiqué par la Gauche communiste.

Le communiste de conseils Herman Gorter en 1920 critique ce livre de Lénine. Anticipant l'évolution de l'Internationale communiste, il écrit dans son texte « Lettre ouverte au camarade Lénine » : « l'opportunisme n'a pas été tué ; pas même chez nous. C'est ce que nous constatons déjà dans tous les partis communistes, dans tous les pays » ; « L'usage s'établira à nouveau de mauvais compromis parlementaires avec les social-patriotes et les bourgeois » ; « La liberté de parole sera supprimée et de bons communistes seront exclus ». Anticipant l'éventualité de l'exclusion de l'aile gauche dont il fait partie, et le triomphe de la droite opportuniste, il écrit : « Lorsque l'opportunisme s'introduit de nouveau avec ses suites désastreuses pour la conscience et la force du prolétariat, c'est là un danger mille fois pire que lorsque la gauche se montre trop radicale. La gauche, même quand elle va trop loin pour une fois, reste toujours révolutionnaire » ; « La droite opportuniste est vouée à devenir de plus en plus opportuniste, à s'enfoncer de plus en plus dans le marais, et à causer toujours davantage la perte des ouvriers. L'opportunisme est la perte du mouvement ouvrier, la mort de la révolution. C'est à cause de l'opportunisme qu'est survenu tout le mal : le réformisme, la guerre, la défaite et la mort de la révolution en Hongrie et en Allemagne. L'opportunisme est la cause de notre anéantissement. Et il est présent dans la troisième Internationale… ». Cette vision, qui semble très pessimiste en 1921, prend tout son sens au regard de l'émergence du stalinisme et de la bureaucratie. Enfin, face à la résolution prise par le IIe congrès de la Troisième Internationale, qui exige « une discipline de fer confinant à la discipline militaire », Gorter rejette « la discipline de fer, l'obéissance militaire, la servitude de cadavre dont nous ne voulons pas ». Par rapport au syndicalisme, il précise : « Comme la "gauche" veut en premier lieu la libération des esprits, et qu'elle croit à l'unité des bourgeois, elle reconnait que les syndicats doivent être détruits et que le prolétariat a besoin de meilleures armes ». En 1921 il est parmi les fondateurs du Parti communiste ouvrier d'Allemagne : KAPD, puis il rejoint sa Fraction d'Essen et devient un des leaders de l'Internationale Communiste ouvrière (KAI). Sa « Réponse à Lénine » sera publiée en France en 1930 par les Groupes ouvriers communistes. Le KAPD sera exclu peu après de l'Internationale. Herman Gorter critiquait également Lénine sur l'aspect stratégique révolutionnaire consistant en ceci : croire que le modèle d'un parti bolchevique et léniniste pouvait s'exporter dans des pays d'Europe de l'ouest (avec un capitalisme bien plus développé que n'était la Russie tsariste) :
Vous ne devez pas faire cela, camarade. En Europe occidentale nous sommes encore dans le stade de préparation. On devrait plutôt soutenir les lutteurs que les dominateurs. […] Votre tactique fut certainement remarquable en ce qui concerne la Russie, et c'est par elle que les Russes ont obtenu la victoire. Mais est-ce que cela prouve quelque chose pour l'Europe de l'ouest ? Rien, ou très peu de choses, à mon avis. Nous sommes d'accord en ce qui concerne les soviets, la dictature du prolétariat, comme moyens pour la révolution et l'édification. De même, votre tactique vis-à-vis de l'étranger a été - du moins jusqu'à présent - un exemple pour nous. Mais il en est autrement de votre tactique pour les pays ouest-européens. Et cela est tout naturel. Comment la tactique en Europe orientale et en Occident pourrait-elle être la même ? La Russie est un pays pourvu d'une agriculture tout à fait prépondérante, d'un capitalisme industriel qui n'est qu'en partie hautement développé et reste très petit relativement à l'ensemble. Encore était-il nourri en grande partie par le capital étranger. En Europe de l'ouest, surtout, en Allemagne et en Angleterre, c'est précisément le contraire. Chez vous : vieilles formes du capital subsistant sur la base du capital usurier. Chez nous : prépondérance presque exclusive du capital financier hautement développé. Chez vous : résidus formidables des temps féodaux et pré-féodaux, vestiges même de l'époque des tribus et de la barbarie. Chez nous, surtout en Angleterre et en Allemagne : un ensemble, agriculture, commerce, transports, industrie, dirigé par le capitalisme le plus avancé. Chez vous : restes énormes du servage, paysans pauvres, classe rurale moyenne paupérisée. Chez nous : relations des paysans pauvres eux-mêmes avec la production moderne, transport, technique et échanges ; classes moyennes de la ville et de la campagne, - même les plus basses couches. - en contact direct avec les grands capitalistes. Vous avez encore des classes avec lesquelles le prolétariat montant peut se lier. L'existence seule de ces classes est déjà une aide. Et naturellement la même chose est vraie sur le terrain des partis politiques. Chez nous, rien de tout cela.
A la fin de son ouvrage de sa « Lettre ouverte au camarade Lénine », Herman Gorter résume en 7 principaux points ses différences avec la stratégie de Lénine :
Pour finir, afin de mettre mes appréciation sous une forme aussi brève et ramassée que possible - devant les yeux des ouvriers, qui ont à acquérir une conception claire de la tactique, je les résumerais en quelques thèses.
1. La tactique de la révolution occidentale doit être toute autre que celle de la révolution russe;
2. Car le prolétariat est ici tout seul;
3. Le prolétariat doit donc ici faire seul la révolution contre toutes les classes;
4. L'importance des masses prolétariennes est donc relativement plus grande, celle des chefs plus petite qu'en Russie;
5. Et le prolétariat doit avoir ici les toutes meilleures armes pour la révolution;
6. Comme les syndicats sont des armes défectueuses, il faut les supprimer ou les transformer radicalement, et mettre à la place des organisations d'entreprise, réunies dans une organisation générale;
7. Comme le prolétariat doit faire seul la révolution, et ne dispose d'aucune aide, il doit s'élever très haut en conscience et en courage. Et il est préférable de laisser de côté le parlementarisme dans la révolution.

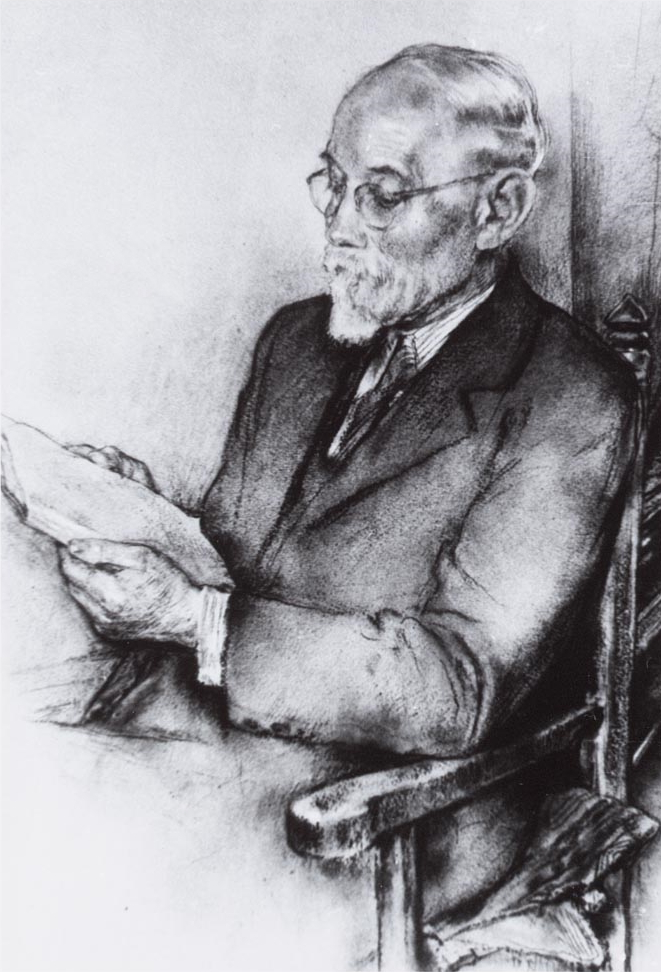
Anton Pannekoek, penseur du communisme de conseils.

Cette œuvre politique de Lénine est donc fortement critiqué par les marxistes proches du conseillisme (ou "communisme de conseils"), ces derniers proposant d'autres formes de stratégies révolutionnaires pour mener la révolution communiste. Par exemple, Anton Pannekoek est un communiste de conseils considérant que la dictature du prolétariat doit principalement s'incarner par les conseils (de travailleurs). S'il y a éventuellement des élections, alors les élus doivent être des délégués révocables à tout instant (mandat impératif). Les conseils, dès le début de la révolution, contribuent au dépérissement de l'Etat. Les conseils sont en même temps considérés comme les garants de la montée du communisme dans le processus révolutionnaire. Contrairement à la logique de Lénine optant pour un parti d'avant-garde de professionnels disciplinés prenant le contrôle de l'appareil d'Etat, Pannekoek considère que ce qui doit organiser la révolution sous la dictature du prolétariat sont les conseils ouvriers démocratiques :
« L'organisation conseilliste incarne la dictature du prolétariat. Il y a plus d'un demi-siècle, Marx et Engels ont expliqué comment la révolution sociale devait amener la dictature du prolétariat et comment cette nouvelle expression politique était indispensable à l'introduction de changements nécessaires dans la société. Les socialistes qui ne pensent qu'en termes de représentation parlementaire, ont cherché à excuser ou à critiquer cette infraction à la démocratie et l'injustice qui consiste selon eux à refuser le droit de vote à certaines personnes sous prétexte qu'elles appartiennent à des classes différentes. Nous pouvons voir aujourd'hui comment le processus de la lutte de classes engendre naturellement les organes de cette dictature : les soviets [donc les conseils]. »
Le communiste anti-léniniste Otto Rühle a également sévèrement critiqué le contenu de cette brochure de Lénine :

« D'après la conception de Lénine, le pouvoir d'Etat aurait dû être expressément aboli. Or, on avait tout fait pour le reconstruire et le consolider. Ce n'est que lorsqu'il aurait été reconstruit et consolidé qu'on pourrait vraiment l'abolir. Qui devait comprendre, qui pouvait saisir une doctrine si curieuse ? La contradiction entre la théorie et la pratique était évidente. Mais il y avait beaucoup d'autres contradictions du même genre : le combat contre la bureaucratie et la croissance très rapide de celle-ci était l'une d'entre elles. Les masses n'avaient pas le temps de penser à toutes ces contradictions, elles avaient trop à faire pour assurer leur survie. D'ailleurs la dictature ne tolérait aucune contradiction, cette dictature du prolétariat qui devenait chaque jour un peu plus une dictature sur le prolétariat. […] La brochure de Lénine était un écrit polémique plein de poison et de bile, agressif, grossier, un tissu de fausses interprétations, de suspicion et de falsifications, haineux et en rage de persécution comme une bulle d'excommunication, un vrai régal pour tout contre-révolutionnaire. Mais c'est en même temps, parmi tous les écrits de propagande bolchévique, celui qui dévoile sans ménagement et montre le plus clairement l'essence du bolchévisme. Le bolchévisme sans masque ! Quand Hitler interdit en Allemagne en 1933 toute la littérature socialiste et communiste, ce fut le seul écrit dont il maintint la publication. Et il savait ce qu'il faisait. »

## Édition française
- Vladimir Ilitch Lénine, La Maladie infantile du communisme (le « gauchisme »), Éditions du Progrès, Moscou, 1979, 184 p.